# Jonathan Bennett
Jonathan David Bennett (ur. 10 czerwca 1981 w Rossford) – amerykański aktor. Wystąpił w roli Aarona Samuelsa w komedii Wredne dziewczyny (Mean Girls, 2004), za którą był nominowany do nagrody Teen Choice Awards. 

## Życiorys

### Wczesne lata
Urodził się w Rossford w stanie Ohio jako syn Ruthanne Bennett (z domu Mason) i lekarza Davida Paula Bennetta. Chociaż spędził część swojej młodości wraz z bratem Brentem i dwiema siostrami – Lisą i Sierrą w stanie Karolina Północna, jego miastem ojczystym stało się Toledo w stanie Ohio. Jego rodzina była pochodzenia angielskiego, a także miała korzenie niemieckie, szkockie i irlandzkie. Jego idolem z dzieciństwa był aktor komediowy Chevy Chase. Po ukończeniu szkoły średniej Rossford High School w 1999, podjął studia teatralne przy Otterbein College w Columbus. Pracował jako boy hotelowy w hotelu Mercer w Nowym Jorku. 

### Kariera
Po ukończeniu studiów teatralnych przeprowadził się do Nowego Jorku i spotkał na swojej drodze agenta, który miesiąc później znalazł mu rolę Adama 'J.R.' Chandlera Jr. w operze mydlanej ABC Wszystkie moje dzieci (All My Children, 2001–2002). Zagrał także w serialach: NBC Prawo i bezprawie (Law & Order: Special Victims Unit, 2002) i Fox Boston Public (2003).
Za swoją debiutancką rolę kinową Taylora w dramacie Okres młodości (Season of Youth, 2003) został uhonorowany nagrodą na Palm Beach Film Festival na Florydzie. Wystąpił potem w serialach – Weronika Mars (Veronica Mars, 2004–2005) w roli Caseya Ganta oraz Tajemnice Smallville (Smallville, 2005) jako Kevin Grady.

## Życie prywatne
W amerykańskich mediach spekulowano na temat związków Bennetta z Mattem Dallasem oraz z aktorką telewizyjną Elizabeth Hendrickson. We wrześniu 2014, w wywiadzie udzielanym Mario Lopezowi, Julianne Hough wyoutowała aktora jako osobę homoseksualną. W październiku 2017 ujawnił, że jest w związku z Jaymesem Vaughanem, byłym uczestnikiem The Amazing Race i gospodarzem Celebrity Page. 19 marca 2022 w hotelu Unico Riviera Maya w Meksyku zawarli związek małżeński.
Jest zarejestrowanym instruktorem spinningu.

## Wybrana filmografia

### Filmy
- 2004: Wredne dziewczyny (Mean Girls) jako Aaron Samuels
- 2005: Fałszywa dwunastka II (Cheaper by the Dozen 2) jako Bud McNulty
- 2005: Rozbitkowie (Lovewrecked) jako Ryan Howell
- 2006: Noc kawalerów (Bachelor Party Vegas) jako Nathan
- 2009: The Assistants jako Zack Cooper
- 2009: Wieczny student 3 (Van Wilder Freshman Year) jako Van Wilder
- 2010: Singielka z L.A. jako Seven
- 2011: Cats Dancing on Jupiter jako Ben Cross
- 2013: Wszystko jest możliwe (Anything Is Possible) jako George
- 2014: Do Over jako Anthony Campana
- 2014: Authors Anonymous jako William Bruce

### Filmy TV
- 2002: Eastwick jako Simon
- 2007: Diukowie Hazzardu: Początek (The Dukes of Hazzard: The Beginning) jako Bo Duke

### Seriale TV
- 2001: Wszystkie moje dzieci (All My Children) jako Adam 'J.R.' Chandler Jr.
- 2002: Wszystkie moje dzieci (All My Children) jako Adam 'J.R.' Chandler Jr.
- 2002: Prawo i bezprawie (Law & Order: Special Victims Unit) jako Kyle Fuller
- 2003: Boston Public jako Ethan Guest
- 2004-2005: Weronika Mars (Veronica Mars) jako Casey Gant
- 2005: Tajemnice Smallville (Smallville) jako Kevin Grady
- 2007: Rodzina Duque (Cane) jako Brad
- 2012: Zdaniem Freda! (Fred: The Show) jako Lash Landridge
- 2016: Inna (Awkward) jako Ethan
- 2019: Supergirl jako Quentin
- 2020: Jednostka 19 (Station 19) jako Michael